# Sebastián Piñera
Pour les articles homonymes, voir Piñera.
Sebastián Piñera Echenique, né le 1er décembre 1949 à Santiago du Chili et mort le 6 février 2024 à Lago Ranco, est un homme d'affaires et homme d'État chilien. Il est président de la République de 2010 à 2014, puis de 2018 à 2022.
Après une carrière d'économiste au service de plusieurs institutions, dont la Banque mondiale, il s'investit dans le monde des affaires dans les années 1980. Il fait partie des personnes les plus riches du pays, avec une fortune estimée à 2,7 milliards de dollars à sa mort.
Il est sénateur de 1990 à 1998, puis préside le parti de droite Rénovation nationale, dont il est sans succès le candidat à l'élection présidentielle de 2005-2006, s'inclinant au second tour face à Michelle Bachelet.
Lors de l'élection présidentielle de 2009-2010, il est élu dans un duel l'opposant à l'ancien président Eduardo Frei Ruiz-Tagle, mettant ainsi un terme à vingt ans de pouvoir du centre gauche. Ne pouvant se représenter dans l'immédiat, il quitte la présidence en 2014.
Il est élu pour un second mandat lors de l'élection présidentielle de 2017 contre Alejandro Guillier. Confronté à un important mouvement social et aux Pandora Papers, il échappe à deux tentatives de destitution et se voit contraint d'organiser un référendum et des élections constituantes. Il doit également gérer la pandémie de Covid-19.
Deux ans après la fin de sa présidence, à l'âge de 74 ans, il meurt dans un accident d'hélicoptère.

## Biographie

### Famille et études

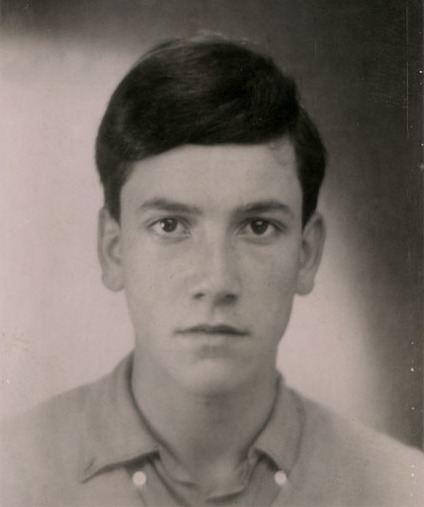
Sebastián Piñera en 1965.

Membre d'une famille originaire des Asturies (Espagne), Sebastián Piñera Echenique est le fils de José Piñera Carvallo, ambassadeur chilien en Belgique puis aux Nations unies sous la présidence d'Eduardo Frei Montalva (1964-1970). Il a pour oncle l'archevêque Bernardino Piñera Carvallo (es) (1915-2020), élu à deux reprises président de la Conférence épiscopale du Chili.
Il a trois frères : José Piñera, économiste libéral et homme politique qui mit en place le passage à la retraite par capitalisation durant la dictature militaire chilienne, Pablo Piñera, ancien membre du conseil d'administration de la banque centrale et Miguel Piñera, musicien et propriétaire de boîtes de nuit. Il a également deux sœurs : Guadalupe et Magdalena.

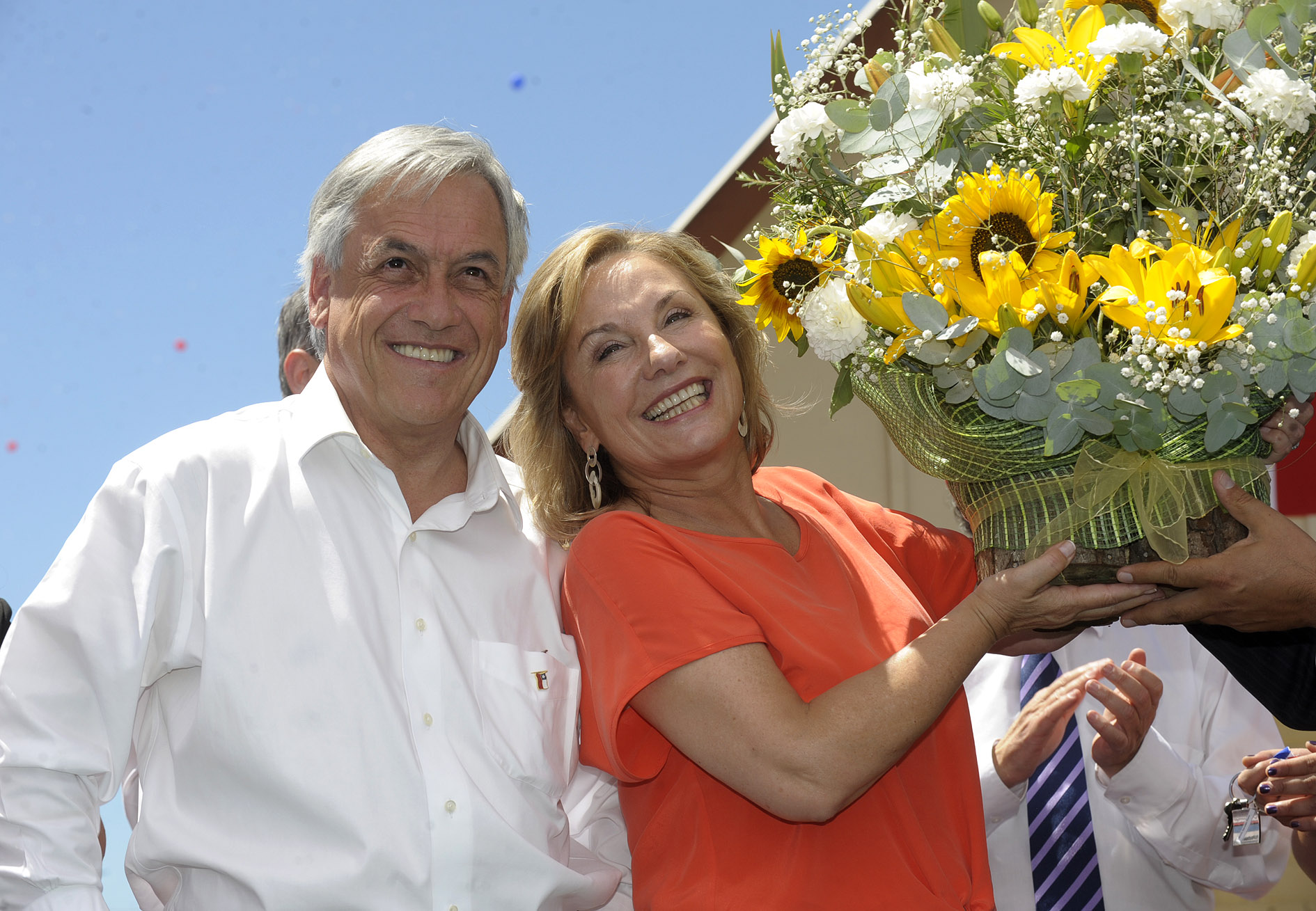
Sebastián Piñera et sa femme, Cecilia Morel.

Il suit son enseignement secondaire au Colegio del Verbo Divino de Las Condes, à Santiago, et à l'Institut Saint-Boniface de Bruxelles. Il étudie ensuite l'économie, tout d'abord à l'université pontificale catholique du Chili, puis à Harvard, où il obtient son doctorat d'économie en 1975.
De 1974 à 1976, il travaille à la Banque mondiale et à la Banque interaméricaine de développement comme consultant puis comme économiste, de 1976 à 1978, à la Commission économique pour l'Amérique latine et les Caraïbes (Cepalc).
Il est marié à Cecilia Morel de 1973 jusqu’à sa mort en 2024.

### Carrière dans les affaires
Ses premiers succès d'hommes d'affaires interviennent à la fin des années 1970, alors que le Chili est une dictature militaire dirigée par Augusto Pinochet lorsqu'il participe, en 1979, à l'introduction au Chili des premières cartes de crédit (cette explication est cependant contestée). En 1988, la société Bancard, dont Piñera était un des actionnaires, détenait 86 % du marché national. En 1994, sous la présidence d'Eduardo Frei, il rachète des actions de la compagnie aérienne chilienne LAN Chile à Scandinavian Airlines et devient ainsi le principal actionnaire de la société, puis son président.
Son nom est cité, en 1982, dans une affaire de fraude à l'encontre de la Banque de Talca. Un ordre d'arrestation est émis à son encontre ; Sebastián Piñera se tient caché des autorités pendant 24 jours. Profitant du soutien de son frère aîné, membre du gouvernement, il évite la prison et la Cour suprême l'acquitte. En 2009, la ministre de la Justice de l'époque, Mónica Madariaga, affirme avoir fait pression sur la Cour en faveur de Sebastián Piñera.
En juillet 2007, il est condamné à une amende de 363 millions de pesos chiliens à la suite d'une affaire de délit d'initié. L'année précédente, en 2006, il avait en effet acheté trois millions d'actions de la compagnie de transport aérien LAN, ayant eu accès lors d'un conseil d'administration à l'information encore non publique que les bénéfices de la compagnie étaient en hausse. Il ne fait pas appel de cette décision.
Sous la présidence de Michelle Bachelet, Sebastián Piñera ne dirige plus directement les sociétés qu'il possède mais siège aux conseils d'administration et gère sa fortune. Son capital est investi dans de nombreux secteurs économiques : immobilier, médias, pharmacie, mines, football. Il possède ainsi, entre autres, à 100 % la chaine de télévision Chilevisión, à 13,7 % le club de football Colo Colo, vainqueur 2007, 2008 et 2009 du championnat chilien (il met en vente ses parts en décembre 2010), et à 27 % LAN Airlines.
Surnommé le « Berlusconi chilien », il possède en 2013 la 589e fortune mondiale avec 2,5 milliards de dollars, d'après le classement effectué par le magazine Forbes, qu'il aurait en partie acquis frauduleusement. En 2017, sa fortune est estimée à 2 milliards et 700 millions de dollars,.

### Parcours politique

#### Débuts (1988-1990)
Lors du référendum de 1988, il vote contre la prorogation au pouvoir du général Augusto Pinochet et rejoint l'année suivante l'équipe de campagne du candidat de droite et ancien ministre des Finances de Pinochet, Hernán Büchi (UDI).

#### Sénateur (1990-1998)
Il est élu sénateur dans la circonscription de Santiago-est l'année suivante, poste qu'il conservera jusqu'en 1998, et rejoint le parti de centre-droit Rénovation nationale. Il se déclare opposé au droit à l’avortement ainsi qu'au mariage pour les couples homosexuels.

#### Ascension (2001-2010)

##### Président de Rénovation nationale
Il est président du parti de droite Rénovation nationale de 2001 à 2004.

##### Élection présidentielle de 2005-2006
En mai 2005, Sebastián Piñera annonce sa candidature pour Rénovation nationale à l'élection présidentielle de 2005-2006.
Au premier tour, le 11 décembre 2005, il crée la surprise en arrivant deuxième avec 25,41 % des suffrages, loin derrière la socialiste Michelle Bachelet (45,96 %), mais devant l'autre candidat de droite, Joaquín Lavín, de l'Union démocrate indépendante (23,23 %).
Bien que Joaquín Lavín appelle à voter Piñera pour le second tour, ce dernier échoue face à Michelle Bachelet, élue présidente le 15 janvier 2006, avec 53,50 % des voix.

##### Élection présidentielle de 2009-2010

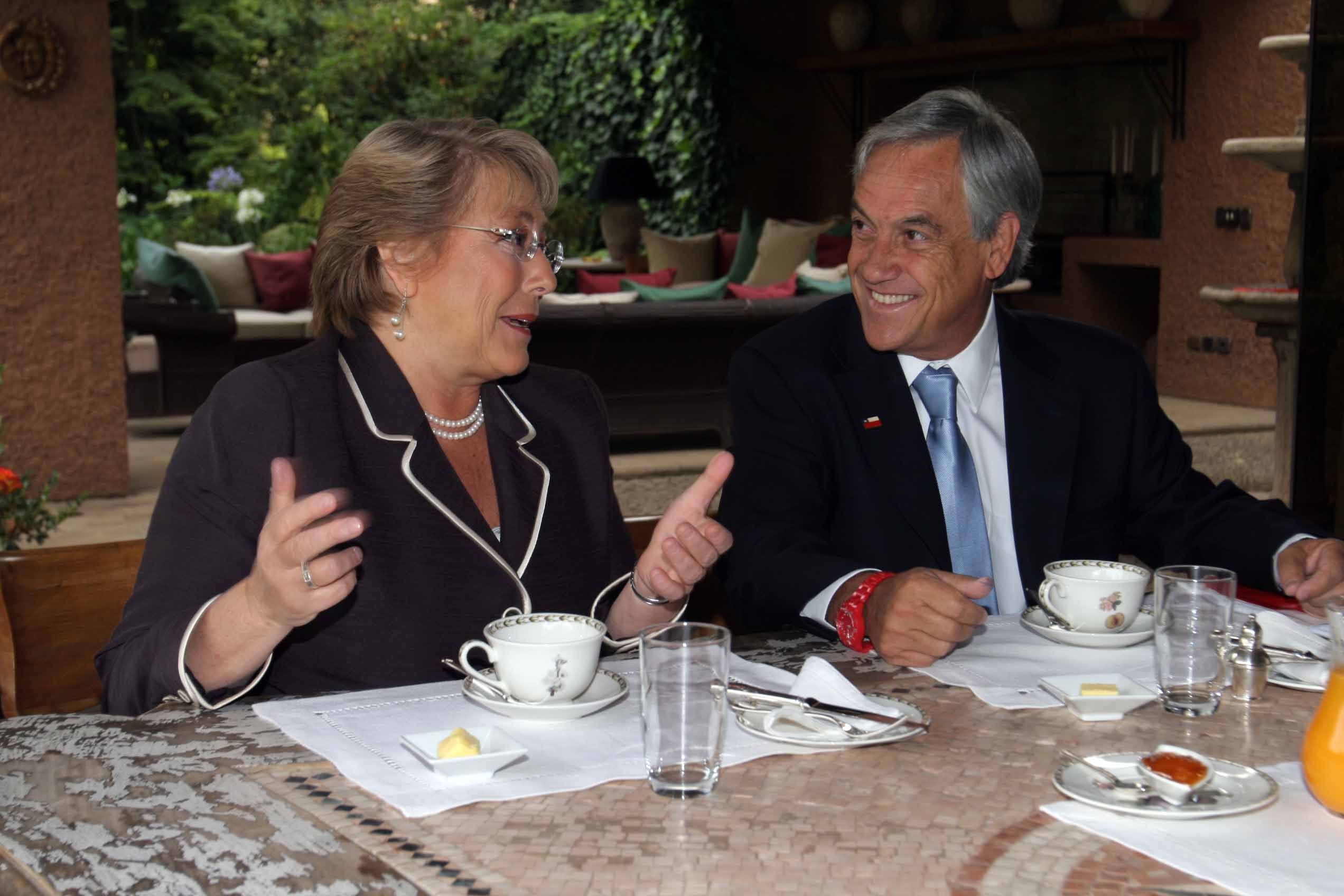
Sebastián Piñera avec Michelle Bachelet en janvier 2010.

Sebastián Piñera est candidat de la Coalition pour le changement, qui réunit plusieurs partis de droite, à l'élection présidentielle de 2009-2010. En tête à l'issue du premier tour, il est mis en ballottage par Eduardo Frei Ruiz-Tagle (centre-gauche), président du Chili de 1994 à 2000.
Entre les deux tours, le responsable du projet économique du candidat indépendant de gauche Marco Enríquez-Ominami, Paul Fontaine, fait défection et rejoint son équipe de campagne en décembre,.
Après quelques tergiversations, lui et son directeur de campagne, Rodrigo Hinzpeter, déclarent qu'ils intégreraient d'anciens hauts responsables de l'administration Pinochet, dont des ministres, dans le nouveau gouvernement s'il était élu, déclarant que le fait d'avoir travaillé pour elle « sans avoir commis de crimes, ni de violations des droits de l'homme, n'est aucunement un péché ».
À quelques jours du scrutin, il reçoit le soutien public de l'écrivain péruvien Mario Vargas Llosa et de l'écrivain chilien Jorge Edwards. Pour Vargas Llosa, Piñera représente « un centre-droit moderne, libéral, idéaliste, qui va consolider la démocratie et donner un élan au développement du Chili » . En revanche, son entourage fut acerbement critiqué par l'actrice célèbre Delfina Guzmán (es). Par ailleurs, son débat télévisé aurait souligné quelques « contradictions » entre le politique et l'homme d'affaires, selon La Nación, tandis qu'il rejetait désormais le « progressisme » de la Concertation, qu'il avait auparavant revendiqué pour lui-même.
Le 17 janvier 2010, Sebastián Piñera est élu président de la République chilienne avec 51,61 % des suffrages. Si sa coalition est tout juste minoritaire au Sénat, son alliance avec le Partido Regionalista de los Independientes et le ralliement de deux indépendants lui permet de former une majorité parlementaire de 63 députés (58 députés pour la coalition de Piñera, 3 régionalistes du PRI, 2 indépendants) à la Chambre des députés face aux 57 députés de la Concertation pour la démocratie.

#### Première présidence de la République (2010-2014)

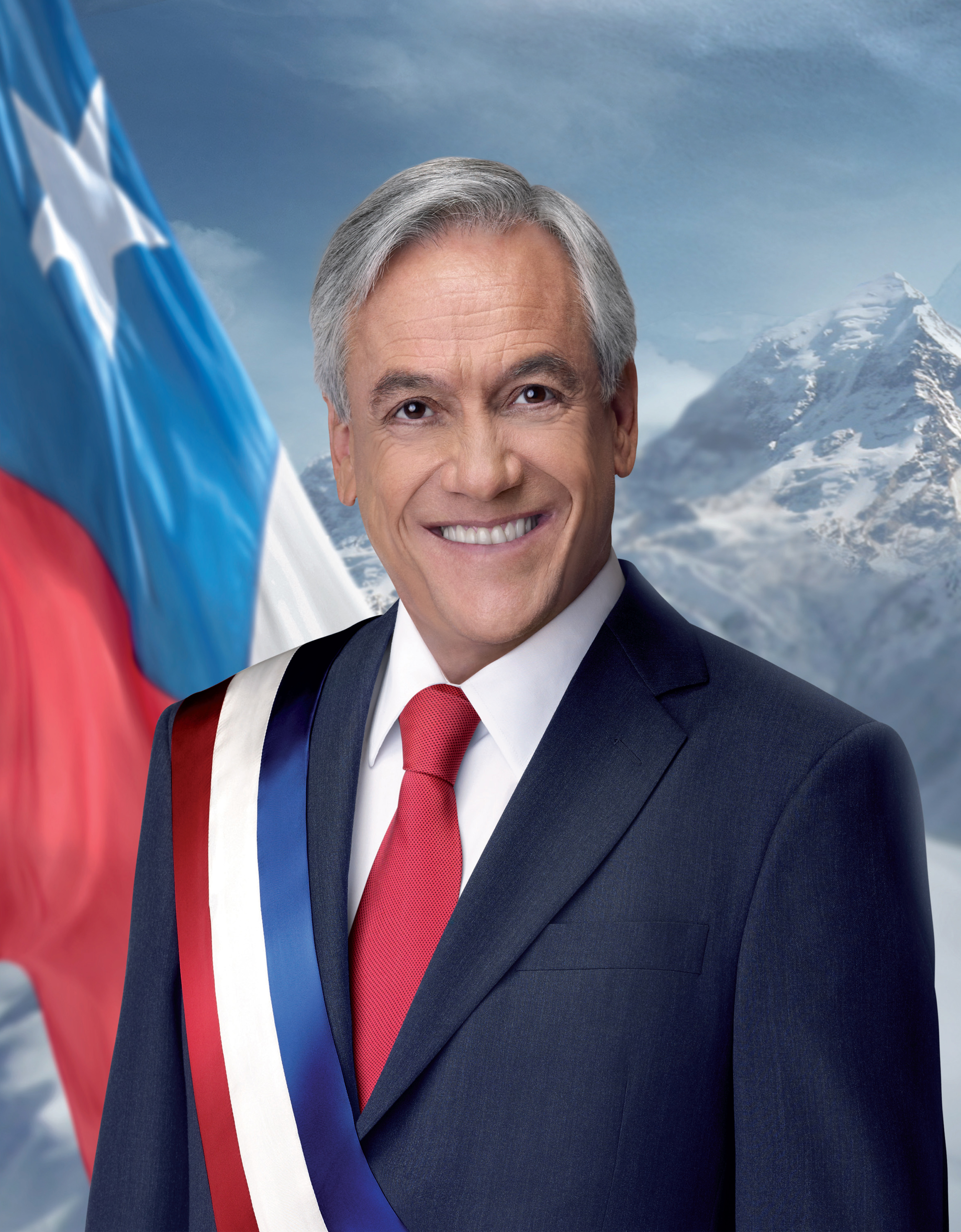
Portrait officiel de Sebastián Piñera (2010).

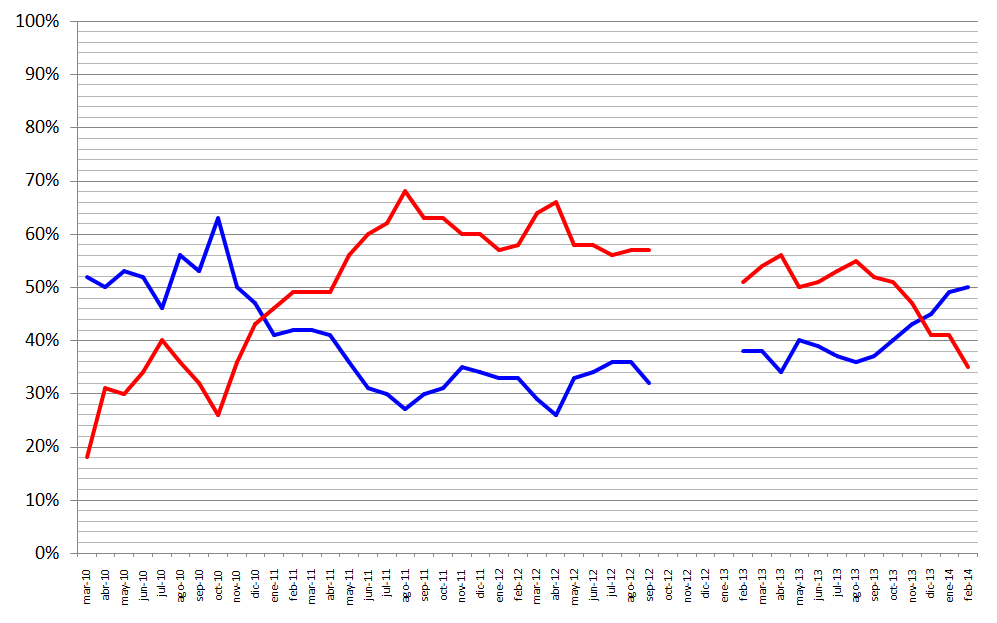
Cote de popularité de Sebastián Piñera durant sa présidence 2010-2014.

Le 27 février 2010, quelques jours avant son entrée en fonctions, un séisme de magnitude 8,8 sur l'échelle de Richter survient dans le centre du pays. Alors que 521 personnes y ont perdu la vie, Sebastián Piñera promet l'« aide totale et l'engagement » de sa future équipe à celle de la présidente sortante Michelle Bachelet, accusée d'avoir mal géré ce drame lors des derniers jours de son mandat.
Il est investi président de la république du Chili le 11 mars 2010, alors que trois fortes répliques telluriques secouent le centre du pays, dont la capitale.
La composition de son gouvernement est marquée par la présence d'anciens responsables de la dictature militaire de Pinochet. Ainsi, le chef du cabinet du sous-secrétaire de la Défense, le major Mario Larenas Gutiérrez, fut accusé par le député communiste Hugo Gutiérrez, d'avoir participé à la Caravane de la mort au lendemain du coup d'État de 1973. Le même député avait rappelé le passé du général nommé directeur de la Gendarmerie par Piñera, Iván Andrusco, qui avait travaillé à la DICOMCAR, organisme de répression dissout à la suite du Caso Degollados (1985), et qui avait été poussé à la démission,. Alors que le gouvernement de Michelle Bachelet était paritaire, celui de Sebastián Piñera ne compte que 18 % de femmes.

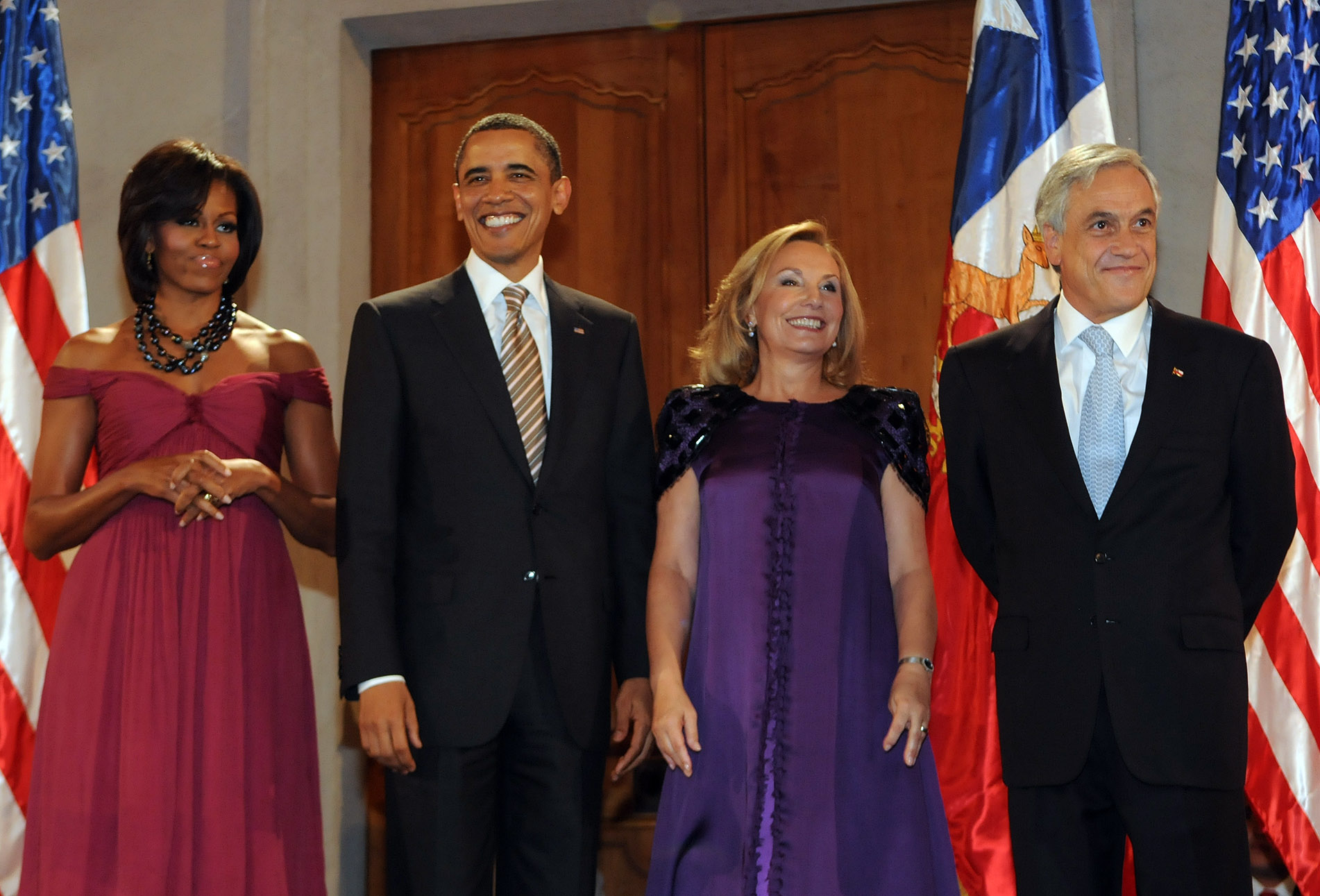
Sebastián Piñera avec son épouse, Barack Obama et Michelle Obama, en 2011.

Le 16 avril 2010, le président Piñera annonce un plan de reconstruction de 8,43 milliards de dollars (augmentations temporaires d'impôts, contraction d'une nouvelle dette et utilisation des économies de l'État sur les ventes de cuivre) pour réparer les dégâts du séisme du 27 février. Il passe ainsi l'essentiel de son début de mandat à superviser les efforts de reconstruction. Il bénéficie au cours de sa présidence des prix élevés sur les marchés internationaux du cuivre (qui représente 50 % des exportations du pays).
Il s'oppose, en juillet 2010, à la demande de l'Église catholique, qui réclamait la libération de militaires âgés et malades, responsables de crimes contre l'humanité sous la dictature militaire chilienne.
En août et octobre 2010, Sebastián Piñera s'implique dans le sauvetage de 33 mineurs bloqués à 688 mètres de profondeur à la suite d'un éboulement dans la mine de cuivre et d'or de San José,. Après cet épisode, qui connaît un écho mondial, il annonce le lancement d'une enquête sur cet accident, la mise en place d'une commission chargée de faire des propositions sur la sécurité des travailleurs, ainsi que l'établissement d'un nouvel accord visant à renforcer les mesures de sécurité dans plusieurs secteurs d'activité. D'après l’historien Franck Gaudichaud, le drame a été instrumentalité par les médias chiliens à des fins de propagande politique : « tout fut fait pour transformer l’élan de solidarité en un consensus politique : "tous unis" derrière le président Piñera. » La popularité du président a progressé de 10 points pendant ces événements.
Le 18 juillet 2011, Sebastián Piñera procède à un remaniement de son gouvernement devant les importantes manifestations sociales qui ont lieu au Chili, notamment contre la construction de barrages hydroélectriques en Patagonie, en faveur de l'union homosexuelle ou d'une éducation publique de meilleure qualité,,. Conformément à ce qu'il avait promis durant la campagne présidentielle, Sebastián Piñera signe, en août 2011, un projet de loi pour la reconnaissance civile des couples homosexuels, considérant que toutes les formes de famille « méritent le respect, la dignité et le soutien de l'État ». Opposé à la gratuité de l'éducation, il suggère de créer un système de crédit administré par l’État et dont les prêts seraient remboursés par les élèves après que ceux-ci soient devenus salariés.

#### À nouveau dans l'opposition à Bachelet (2014-2017)
En 2014, alors que sa cote de popularité se situe à 50 % d'opinions positives, il ne peut briguer un second mandat consécutif en vertu de la constitution chilienne.

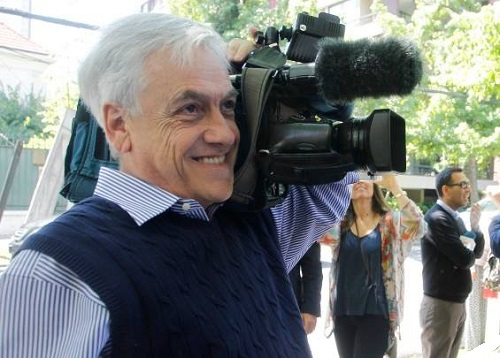
Sebastián Piñera en 2016.

Michelle Bachelet est réélue présidente du Chili et prend ses fonctions le 11 mars 2014. Pendant la présidence de celle-ci, Sebastián Piñera apparait comme le chef de l'opposition et bénéficie de la chute de popularité de la présidente, en raison notamment de scandales de corruption et de mauvais résultats économiques.
En 2017, une enquête publiée par le Centro de Investigación Periodística (Ciper) indique que des entreprises possédées par Sebastián Piñera et qui avaient déclaré de fortes pertes au Servicio de Impuestos Internos (SII), n'étaient en réalité pas en crise mais rachetaient des entreprises en cessation de paiements de manière à tromper sur leurs situations financières pour ne pas payer leurs impôts.
Avec 57 % des votes, Sebastián Piñera est désigné candidat de la coalition de droite Chile Vamos à l'élection présidentielle de 2017. Pendant la campagne, il doit faire face à la montée des intentions de vote en faveur de José Antonio Kast, qui n'hésite pas à revendiquer l'héritage d'Augusto Pinochet, ce qui contraint Sebastián Piñera à « droitiser » son discours. Le 17 décembre 2017, il remporte l’élection présidentielle, au second tour face au candidat de gauche Alejandro Guillier, avec plus de 54 % des voix.

#### Seconde présidence de la République (2018-2022)

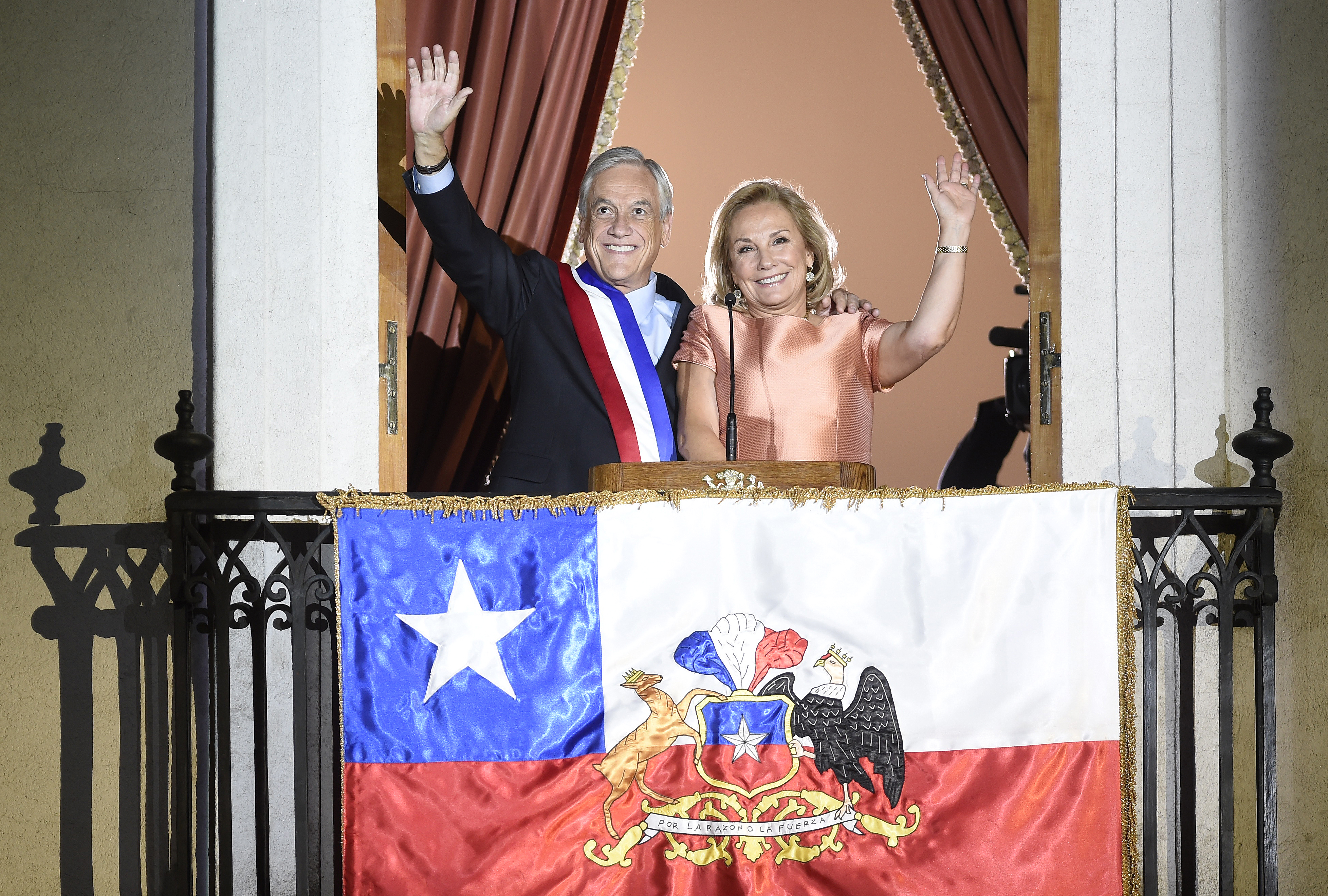
Sebastián Piñera et son épouse lors de son investiture de mars 2018.

Son investiture a lieu le 11 mars 2018, date à laquelle il succède de nouveau à Michelle Bachelet.
En janvier 2018, il dévoile la composition de son gouvernement, qui est critiqué pour les liens entre plusieurs ministres et la dictature de Pinochet. Son ministre de l'Intérieur, Andrés Chadwick, était un partisan déclaré du régime, qui l'avait à l'époque nommé président de la Fédération des étudiants de l'Université catholique. Andrés Chadwick et le ministre de la Justice Hernán Larraín étaient également des partisans de l'enclave allemande Colonie Dignidad, créée par l'officier nazi Paul Schäfer, qui fut utilisée sous la dictature pour torturer et assassiner des opposants à Pinochet. D'autres ministres ont eu des liens avec la dictature, notamment le ministre des mines Baldo Prokurica.
Le nouveau gouvernement est dominé par des hommes d'une soixantaine d'années. Aucun des postes les plus élevés n'est occupé par des femmes, qui ne dirigeront que sept des 23 ministères.

##### Droits des femmes et des homosexuels
Face aux mobilisations féministes ayant marqué le début de l'année 2018, il lance « L’agenda femme », un groupe de mesures législatives mêlant vision conservatrice (les femmes étant principalement associées au rôle de mères) et libéralisme économique. Celui-ci prévoit de favoriser la parité dans les conseils d’administration des entreprises, ou encore un droit « universel » à une place en crèche pour les salariées ayant un contrat de travail stable, ce qui restreint considérablement la portée de la mesure dans un pays où moins de la moitié des femmes ont accès à une activité rémunérée, et dont 31 % travaillent sans contrat ni protection sociale ou de santé.
Le 1er juin 2021, lors de son dernier discours public au Congrès, Sebastián Piñera annonce son soutien au mariage homosexuel, déclarant : « il est temps de garantir cette liberté pour tous. Le temps du mariage entre personnes de même sexe est venu ». Il annonce ainsi que la procédure d'urgence sera mise en œuvre pour le projet de loi sur le mariage égalitaire présenté pendant le deuxième gouvernement de Michelle Bachelet. Deux jours plus tard, il adresse au Sénat un projet de loi sur le sujet, avec l'indication « extrême urgence », ce qui signifie que la chambre haute du Congrès dispose de quinze jours pour examiner le texte,. Cette décision de Piñera, qui met fin au blocage du texte au Parlement par la coalition de droite et de centre droit Chile Vamos, provoque la surprise au sein de sa majorité et de l’Église catholique chilienne. La loi est votée le 7 décembre 2021 puis promulguée par Sebastián Piñera deux jours plus tard, celui-ci déclarant à cette occasion que la « véritable liberté se construit sur la reconnaissance de chacun en tant qu'égaux en dignité et en droits ». La loi entre en vigueur le 10 mars 2022.

##### Environnement
Les ONG de défense de l’environnement reprochent au gouvernement de céder devant les pressions du lobby minier en cherchant à contrecarrer tout projet de loi visant à protéger l'environnement. En 2018, Sebastián Piñera a rejeté une initiative visant à interdire les activités industrielles à proximité des glaciers, ceux-ci étant fortement menacés au Chili

##### Mouvement de protestation de 2019-2021 et élections constituantes
À partir de mi-octobre 2019, il est confronté à des manifestations, qui, avec plusieurs centaines de milliers de participants, sont les plus importantes depuis le retour de la démocratie. Piñera décrète l'état d'urgence et un couvre-feu,. L'augmentation du prix des tickets de métro (finalement gelée) est l’élément déclencheur des manifestations, dont les causes reposent sur la contestation d'un modèle économique très inégalitaire, notamment dans la distribution des salaires ou dans l'accès à l'éducation et à la santé. Des forces militaires sont déployées dans les principales villes du pays. Le 20 octobre, il déclare que le pays est « en guerre contre un ennemi puissant, implacable, qui ne respecte rien ni personne et qui est prêt à faire usage de la violence et de la délinquance sans aucune limite ». Fin octobre, après une manifestation ayant rassemblé plus d'un million de personnes à Santiago, il procède à la levée de l'état d'urgence et du couvre-feu ainsi qu’à un remaniement d'un tiers du gouvernement,. Une trentaine de manifestants sont tués au cours du mouvement et plusieurs milliers blessés ou arrêtés.
Devenu le président le plus impopulaire depuis le retour de la démocratie (7 % d’opinion favorables en janvier 2020), il exclut toute démission, arguant que le vote de ses électeurs de 2017 doit être respecté. Alors que la majorité parlementaire commence à se déliter, certains élus votant avec l’opposition de centre gauche des mesures économiques désapprouvées par le président Piñera, ce dernier choisit de s'adosser à l'aile radicale de la coalition Chile Vamos en faisant entrer au gouvernement, à l'été 2020, des personnalités ouvertement nostalgiques de Pinochet, dont la nièce de celui-ci.
Les manifestations conduisent les principaux partis du pays à s'accorder sur l'organisation le 25 octobre 2020 d'un référendum, les électeurs étant  amenés à se prononcer sur un changement de Constitution, remplaçant celle adoptée en 1980 sous le régime de Pinochet, ainsi que sur la nature de l'organe à laquelle ils souhaitent confier le pouvoir constituant chargé de sa rédaction : une assemblée constituante entièrement élue ou bien composée pour moitié d'élus et pour l'autre moitié de parlementaires. Le scrutin, qui se tient six mois après la date initialement prévue en raison de la pandémie de Covid-19, voit la proposition de rédaction d'une nouvelle constitution approuvée à une large majorité de près de 79 % des suffrages. L'option d'une assemblée constituante intégralement élue est quant à elle choisie à une majorité similaire, et est mise en œuvre lors d'élections constituantes organisées les 15 et 16 mai 2021. L'Assemblée constituante chilienne a débuté ses travaux le 4 juillet 2021. Son mandat est fixé à une durée de neuf mois avec une seule prolongation de trois mois si l'institution le décide par un vote. Un référendum constitutionnel doit se tenir courant 2022.
Sebastián Piñera quitte ses fonctions le 11 mars 2022, date à laquelle est investi son successeur, Gabriel Boric, vainqueur de l’élection présidentielle de 2021 en tant que candidat de la coalition de gauche.

##### Pandémie de Covid-19

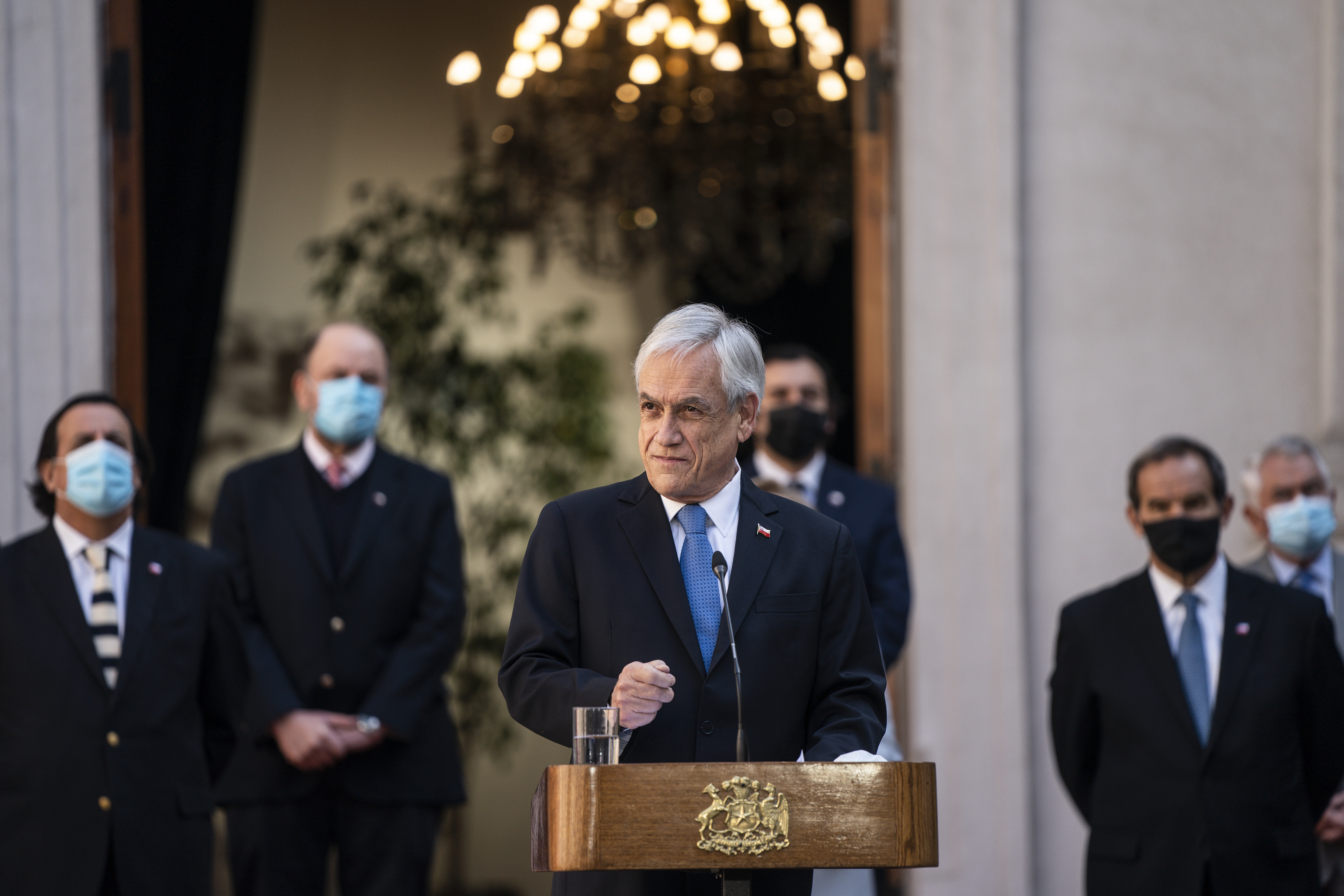
Sebastián Piñera en juillet 2020, durant la pandémie de Covid-19.

Il doit gérer la pandémie de Covid-19 au Chili à partir de 2020.

##### Conflit avec le peuple Mapuche
Il doit faire face au conflit dans la région d'Araucanie, où le peuple Mapuche réclame la restitution de ses terres ancestrales qu'il juge accaparées par de grandes entreprises. Des militants mènent des attaques et des incendies contre des grandes exploitations forestières, conduisant le gouvernement chilien à décréter un état d'urgence à la mi-octobre et à militariser la région. Les actions des forces de l'ordre font plusieurs morts dans la population civile.

##### Pandora Papers
En octobre 2021, son nom est cité dans les Pandora Papers. L’enquête du Consortium international des journalistes d'investigation indique que la famille Piñera a vendu en 2010, via une société enregistrée aux îles Vierges britanniques, les parts qu'elle détenait dans la compagnie minière Dominga pour 152 millions de dollars à un homme d'affaires proche du président. Les versements auraient été conditionnés à l’engagement qu’aucune zone de protection environnementale ne soit établie sur la zone d'un projet minier, à la biodiversité fragile.
L’opposition, majoritaire à la Chambre des députés, décide alors d’engager une procédure de destitution à son encontre, une première initiative de ce genre ayant précédemment échoué dans le cadre du mouvement social commencé en 2019. Une majorité de sénateurs se prononce également pour la destitution mais la majorité des deux tiers n'est pas atteinte, permettant à Sebastian Piñera de rester en fonction.

### Mort accidentelle et funérailles d'État

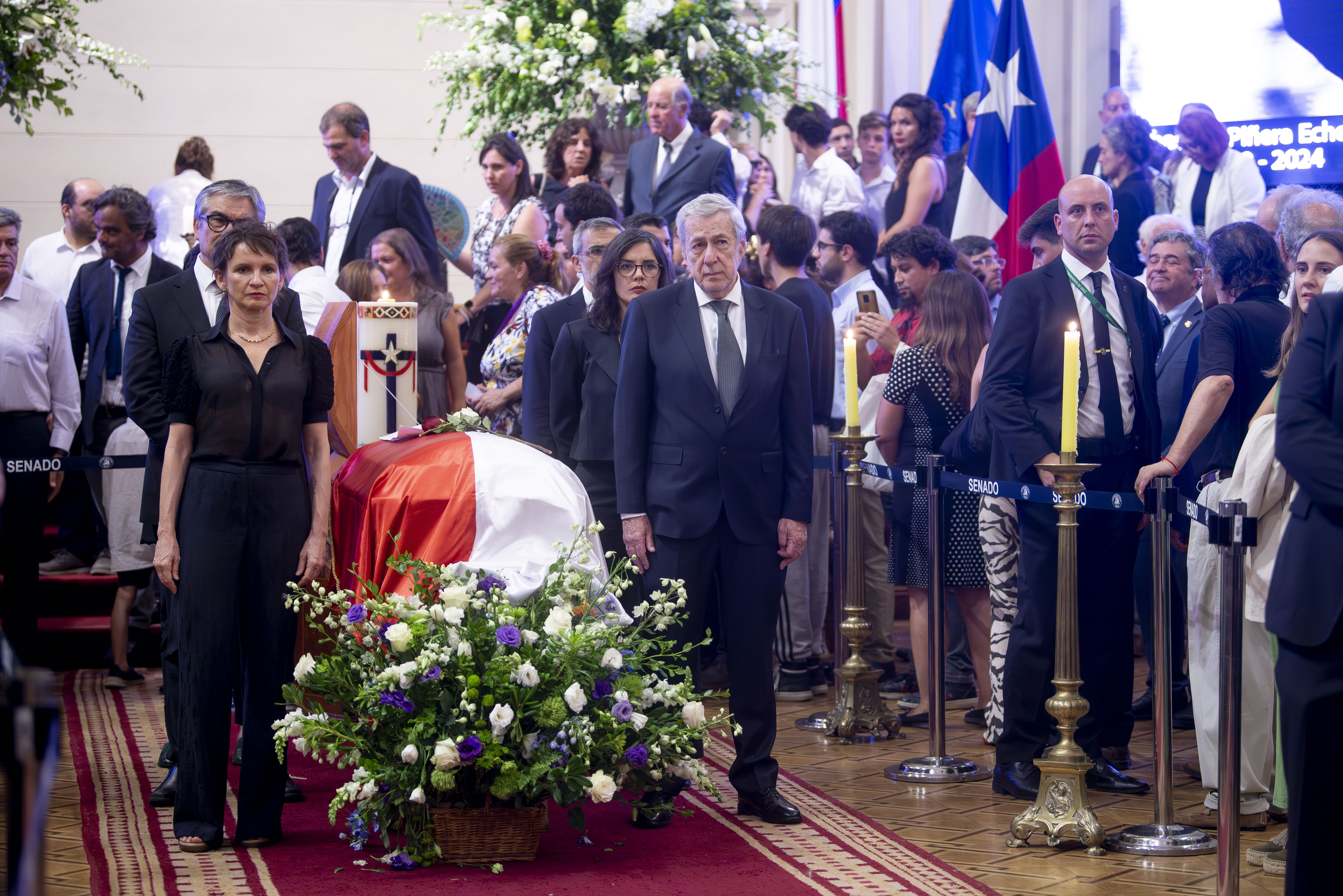
Veillée funèbre du président Sebastián Piñera dans l'ancien palais du Congrès national du Chili.

Le 6 février 2024 à 14 h 57 (UTC−04:00), il meurt, à l'âge de 74 ans, dans un accident d'hélicoptère à Lago Ranco, lieu de villégiature de plusieurs familles riches du pays. L'accident s'est produit après une visite à l'homme d'affaires chilien José Cox (es). Sebastián Piñera pilotait son hélicoptère Robinson R44 Raven II immatriculé CC-PHP (numéro de série 11776) vers son chalet lorsqu'il a perdu le contrôle à cause des fortes pluies et est tombé dans le lac Ranco. Son corps a été retrouvé à l'intérieur de l'appareil à 40 mètres de profondeur. Les trois autres passagers à bord étaient sa sœur Magdalena, l'homme d'affaires Miguel Ignacio Guerrero et son fils Bautista Guerrero ; ils ont tous survécu à l'accident.
À la suite de la confirmation de sa mort, le président de la République Gabriel Boric annonce l'ouverture d'un deuil national de trois jours ainsi que l'organisation de funérailles d'État.

## Dans la fiction
- Dans le film Les 33 (2015), Piñera est interprété par Bob Gunton.
- Dans le roman « Juanito la vermine, roi du Vénézuela » (2023), de Maurice Lemoine, un personnage appelé Sebastián Piñola est le double fictif de Piñera (p. 26).